# تپه شهر سوخته ۵۱
تپه شهر سوخته ۵۱ مربوط به هزاره سوم و ۲ قم است و در شهرستان زابل، بخش شیب آب، ۵/۶ کیلومتری شرق جاده واقع شده و این اثر در تاریخ ۳۰ تیر ۱۳۸۴ با شمارهٔ ثبت ۱۲۱۴۲ به‌عنوان یکی از آثار ملی ایران به ثبت رسیده است.